# Agias Sofias
Agias Sofias (Grieks: Αγίας Σοφίας) (Heilige wijsheid) is een metrostation in de Griekse stad Thessaloniki dat op 30 november 2024 werd geopend. Het station en de straat waar het ligt zijn genoemd naar de kerk die ongeveer 150 meter ten zuiden van het station staat.

## Geschiedenis
Na de grote stadsbrand van 1917 stelde premier Venizelos een commissie in die met voorstellen voor de wederopbouw van Thessaloniki moest komen. Onderdeel van het wederopbouwplan uit 1918 was de aanleg van een metro, die binnen de stadsmuren in een tunnel onder de Egnatialaan zou lopen. De stad werd herbouwd zonder metro en in 1968 kwam er een nieuw voorstel voor een metro, dit keer als ringlijn, dat evenmin werd uitgevoerd. Het gemeentelijke sneltram/metroproject uit de jaren 80 van de 20e eeuw omvatte eveneens de tunnel onder de Egnatialaan met ondere andere  station Agias Sofias. Het project werd echter in 1989 stilgelegd om financiële redenen en in 2003 werd de aanbesteding geopend voor de gerealiseerde metro. In april 2006 werd gekozen voor een automatische metro naar het voorbeeld van de metro van Kopenhagen. In juni 2006 begon de aanleg met een geplande bouwtijd van 6 jaar. 

## Archeologie
De tunnels zouden geboord worden op ongeveer 9 meter onder straatniveau, met stations in een kuip met  op de bodem een eilandperron tussen de sporen. De bouw liep aanzienlijke vertraging op door archeologische vondsten die van groot archeologisch belang werden geacht. Rond het station werden op ongeveer 5 meter diepte restanten gevonden van de Decumanus Maximus, onderdeel van de Via Egnatia die ongeveer oost-west door de stad liep, en meerdere bouwwerken rond het kruispunt met Agias Sofiasstraat. 
In de Romeinse tijd was de  Decumanus Maximus voorzien van marmeren stoepranden en werd een nymphaeum (monumentale fontein) geplaatst bij het kruispunt. Rond 500 werd er stadsvernieuwing uitgevoerd waarbij de ruïnes van eerdere panden werden afgedekt door pleinen met marmeren bestrating die de stad een monumentale uitstraling gaven. De glans ging er af door de komst van werkplaatsen en winkels met lemen muren rond de Byzantijnse Agora (marktplein) die gedurende het Ottomaanse tijdperk in gebruik bleven. Uiteindelijk werden de moderne 19e-eeuwse panden, die door de Ottomaanse machthebbers werden opgetrokken in het kader van de Europeanisering van de stad, verwoest bij de stadsbrand in 1917.

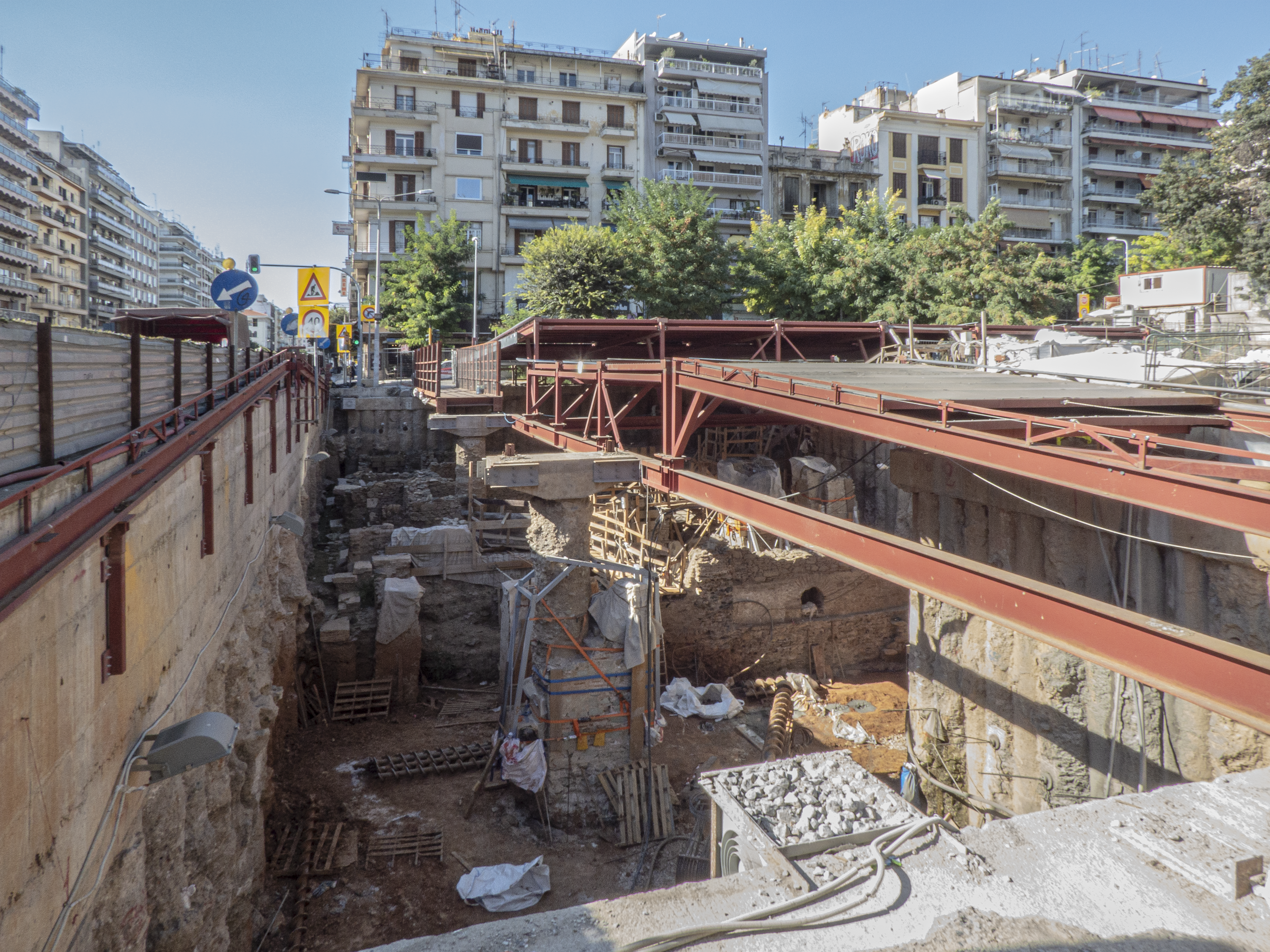
De opgravingen bij Agias Sofias in 2018
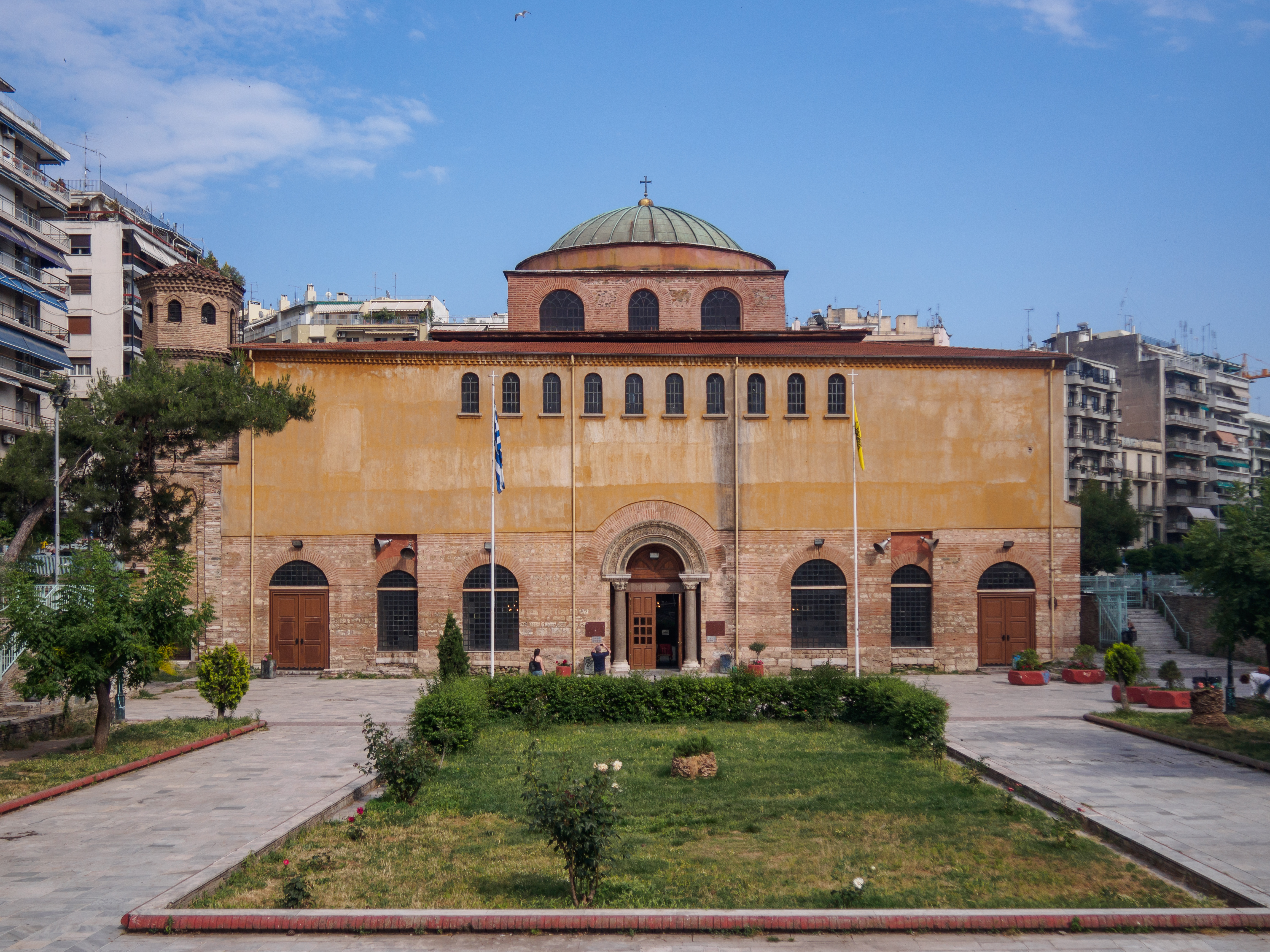
De naamgevende kerk ongeveer 150 meter ten zuiden van het station

## Ligging en inrichting
De archeologische vondsten werden bestempeld als Byzantijns Pompeï en waren aanleiding voor aanpassingen van het metroproject. Zo moesten de tunnels onder de archeologische bodemschatten door en in plaats van de geplande diepte van 9 meter betekende dit dat ze op een diepte van tussen 14 en 31 meter diep geboord werden. Ook het ontwerp van de stations moest worden aangepast aan de nieuwe situatie. De vondsten in de stationskuip werden, in tegenstelling tot Venizelou, niet ter plaatse bewaard maar verplaatst naar elders. In de noordhoek van het plein beleven de vondsten wel op hun plaats en de halfronde straat met zuilen en het nymphaeum uit de Byzantijnse tijd zijn nu te zien onder een glazen pergola naast de noordelijke ingang. De toegangen van het station liggen aan de westzijde van de Agias Sofiasstraat haaks op de stationshal en het perron. Beide hebben een vaste trap geflankeerd door roltrappen terwijl de zuidelijke toegang ook over een lift beschikt. Langs de roltrappen zijn de archeologische lagen zichtbaar gemaakt door scheidingsstrepen en de benaming/periode van de betreffende laag. De toegangen zijn onderling ondergronds verbonden en in de voetgangerstunnel is een kaartverkoop. Doordat de poortjes aan de westkant tussen de tunnel en stationshal staan kan de tunnel ook gebruikt worden om de Egnatialaan over te steken.  De stationshal en de rest van de kuip daaronder hebben grote overeenkomsten met het Deense voorbeeld, al zijn er geen daklichten om daglicht toe te laten. In de stationshal zijn verschillende vondsten in vitrines tentoongesteld. Het perron op 15 meter diepte is voorzien van perrondeuren in verband met de inzet van automatische metro's. 